# 아라고의 원판

아라고의 회전 원판

아라고의 원판(Arago's disc) 또는 아라고의 회전(Arago's rotations)은 자석 바늘과 움직이는 금속 원판 사이의 상호작용을 수반하는, 관찰 가능한 자석 현상이다. 이 현상은 1824년 프랑수아 아라고에 의해 발견되었다.
도체(導體)로 된 원판의 테두리에서 조금 사이를 떼어 영구자석을 대고 자석을 이동하면 그에 따라 원판도 회전한다. 이 현상은 다음과 같이 설명할 수 있다.
자석이 이동하면 원판이 자속(磁束)을 자르게 되므로 전자유도(電磁誘導)의 법칙에 따라 유도기전력이 생겨, 원판에는 그림과 같은 소용돌이 모양의 유도전류(와전류)가 생긴다. 자계 안의 전류는 플레밍의 왼손 법칙에 정해진 방향의 자기력을 받기 때문에 원판이 회전하는 것이다. 회전력에는 원판의 회전 방향(원주방향)과 직각으로 흐르는 전류만이 효과가 있다. 원판을 원통이나 기타 회전자로 변형시키고 마찬가지로 자석의 이동에 따라 돌아간다.

## 같이 보기
- 유도전동기